# Walter Pikuritz
Walter Friedrich Pikuritz (* 4. Juni 1877 in Ohra bei Danzig; † 26. November 1961 in Berlin) war ein deutscher Zuckerfabrikant.

## Werdegang
Pikuritz kam als Sohn des Gastwirtes August Pikuritz und der Christiane Pikuritz, geb. Kumm, zur Welt. Seine Schulausbildung erhielt er am Städtischen Gymnasium in Danzig und absolvierte im Anschluss eine kaufmännische Lehre bei der Danziger Import- und Exportfirma Karl Gottlieb Stetten & Sohn. Er trat in die Dienste der Zuckergroßhandlung Gerike, Bahr & Co., die sich seit ihrer Gründung 1879 zu einer der führenden Unternehmen des Zuckerhandels entwickelt hatte. Er erwarb sich das Vertrauen des Firmengründers, dem Danziger Stadtrat Otto Julius Gerike, der ihn zunächst zum Mitinhaber machte und ihm später das gesamte Unternehmen übertrug. Pikuritz stieg zu einer der einflussreichsten Persönlichkeiten der deutschen Zuckerwirtschaft empor.
Seine 1938 erworbene Villa im Berliner Ortsteil Grunewald diente ab Mitte der 1960er Jahre als Senatsgästehaus. 1952 wurde er mit dem Großen Verdienstkreuz der Bundesrepublik Deutschland ausgezeichnet.